# 埃德蒙·勒伯夫

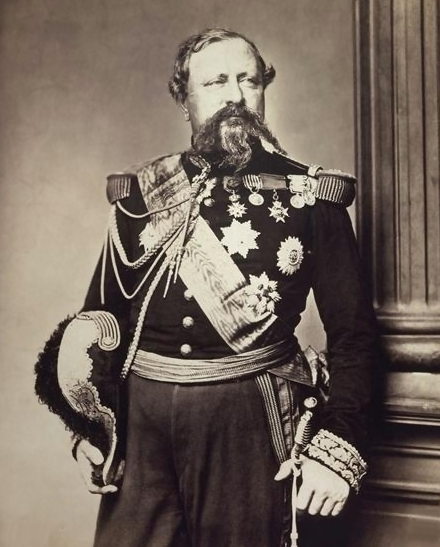
埃德蒙·勒伯夫

埃德蒙·勒伯夫（法語：Edmond Leboeuf，1809年11月5日—1888年6月7日） 法国元帅。出生在巴黎，梅斯学校和巴黎综合理工学院毕业。参加了1830年7月革命，尔后在阿尔及利亚驻军任炮兵军官。1852年晋升上校，他指挥的法国第一军团的炮兵参加塞瓦斯托波尔的围攻。1854年晋升准将（general of brigade）。参加了克里米亚战争。1857年任师长，晋升少将（general of division）。
1859年意大利战场中任炮兵部队司令。1866年9月任拿破仑三世军事副官，被派去威尼斯接替维克托·伊曼纽尔二世管理权。1869年任第六军军长。8月阿道夫·尼埃尔元帅去世后勒伯夫接任战争大臣，重组战争办公室和民事部门，赢得公众的认可。1870年3月晋升为法国元帅。
普法战争初期失利后，7月20日辞去战争大臣任莱茵军团总参谋长，当巴赞成为法军总司令，他被任命为第三集团军司令，在梅斯指挥战斗，10月在梅斯被普鲁士俘虏，获释后回到法国，后调查委员会审理法国战败的将领，他强烈谴责巴赞投降的行为，他退休后隐居海牙。1873年回国。1888年在阿让唐（Argentan）附近的蒙塞尔城堡（Chateau du Moncel）去世。